# شعبه المحكمة (المخادر)

تعديل مصدري - تعديل

شعبه المحكمة محلة تابعة لقرية السويق، التابعة لعزلة السحول بمديرية المخادر إحدى مديريات محافظة إب في الجمهورية اليمنية، بلغ تعداد سكانها 78 حسب تعداد اليمن لعام 2004.